# Ludovico Fremont
Ludovico Fremont (né le 26 septembre 1982 à Rome) est un acteur italien de cinéma et de télévision. Sa mère est italienne et son père français.

## Filmographie
- 1999 : Lui e lei 2
- 2000 : Giovanna, commissaire (Distretto di polizia)
- 2001 : Angelo il custode
- 2002 : Cuccioli
- 2002 : Carabinieri
- 2002 : Giovanna, commissaire (Distretto di polizia 3)
- 2004 : La stagione dei delitti
- 2005 : Padri e figli
- 2005 : Un posto tranquillo 2
- 2006 : La buona battaglia : Don Pietro Pappagallo
- 2006 : L'amore e la guerra
- 2006 : I Cesaroni
- 2007 : Scrivilo sui muri
- 2008 : I Cesaroni 2
- 2008 : Ultimi della classe
- 2008 : Natale a Rio
- 2009 : Bakhita, de l'esclavage à la sainteté
- 2009 : I Cesaroni 3
- 2011 : Le Naufrage du Laconia (The Sinking of the Laconia) (TV)

## Reconnaissances
- 2007 - Festival du Cinéma de Salerne - Meilleur nouvel acteur pour Scrivilo sui muri.